# Dante Park
Il Dante Park o Dante Square è un parco che si trova in fronte al Lincoln Center, nella città di New York.

## Storia
Il parco fu fondato dagli italo-americani in onore del poeta italiano Dante Alighieri, nei pressi del Lincoln Center. Carlo Borsotti, editore del giornale Il Progresso italo-americano, inizialmente voleva raccogliere fondi per una statua più grande perché fosse posta in Times Square intorno al 1912, in occasione del cinquantesimo anniversario dell'Unità d'Italia. La statua, che fu realizzata dallo scultore Ettore Ximenes (e che fu giudicata come "la più bella statua di Dante mai realizzata" da Giovanni Pascoli), fu però rifiutata dalla commissione artistica in quanto troppo grande per un monumento. Una nuova statua fu realizzata nel 1921, data importantissima in quanto il seicentenario della morte del poeta. Tale statua fu posizionata davanti a Broadway. Negli anni '90, il Radisson Empire Hotel si prodigò nel restaurare la scultura, cosa che avvenne nel 1999.